# Vicente Boluda
 (avril 2024).
Si vous disposez d'ouvrages ou d'articles de référence ou si vous connaissez des sites web de qualité traitant du thème abordé ici, merci de compléter l'article en donnant les références utiles à sa vérifiabilité et en les liant à la section « Notes et références ».
Vicente Boluda, né le 31 mars 1955 à Valence (Espagne), est un homme qui s'est fait un nom dans l'industrie du transport maritime, il est  président du Real Madrid par intérim du 16 janvier 2009 au 1er juin 2009.

## La vie et la carrière
Boluda possède une maîtrise en conseil juridique pour les entreprises et une maîtrise en droit maritime. Il est également le président de l'Association nationale des armateurs et de Tow-Trucks, il est également délégué dans le « conseiller des chambres de commerce », le premier vice-président de la Chambre de Commerce, d'Industrie et de Navigation de Valence, et vice-président de l'espagnol Shipping Association.
En 1998, il a reçu le prix de l' « entrepreneur de l'année» » pour son travail effectué dans le Groupe Boluda, contre des rivaux tels que La Caixa et IBM.
En plus de sa propre réussite personnelle, Boluda est issue d'une famille à très grand succès dans les affaires, avec son grand-père, Marí Boluda, donna naissance à un empire maritime, qui a depuis lors développé massivement les différents ports du monde. Maintenant, ils ne sont pas seulement présent sur les quais, mais aussi en mer, où ils participent des sauvetages off-shore, et la lutte contre la contamination.

## Carrière au Real Madrid
Il intègre le conseil d'administration du Real Madrid lorsque Ramón Calderón est élu en 2006.
Moins d'un an après, il est nommé vice-président, après la démission de Juan Mendoza, à la suite d'un désaccord en ce qui concerne la section basket-ball du club.
À partir du 16 janvier 2009 et après l'affaire des votes truqués, Boluda se trouve à la tête du club jusqu'à l'élection de Florentino Pérez le 1er juin 2009.